# The Zettlers
The Zettlers var ett rockband i Umeå från hösten 1960 till januari 1966.
Zettlers hann med närmare 400 spelningar runt om i Sverige, men turnerade också till bland annat norska Mo i Rana och Västberlin, där de spelade under hela april 1965 på klubben Casa Leon, som satte publikrekord.

## Historia
Bandet bildades på Sandbacka i Umeå, där Rolf "Roffa" Asplund (född 1946), Leif "Leffa" Eriksson (född 1944) och Rune Ulfhielm (född 1942) bodde grannar. Namnet hittade man i ett svensk-engelskt lexikon, där Settlers förklarades som "nybyggare, dråpslag eller aptitsup". Inför en spelning hösten 1962 stavade en arrangör namnet med "Z" på affischen, och det fastnade.

### Tävlingar

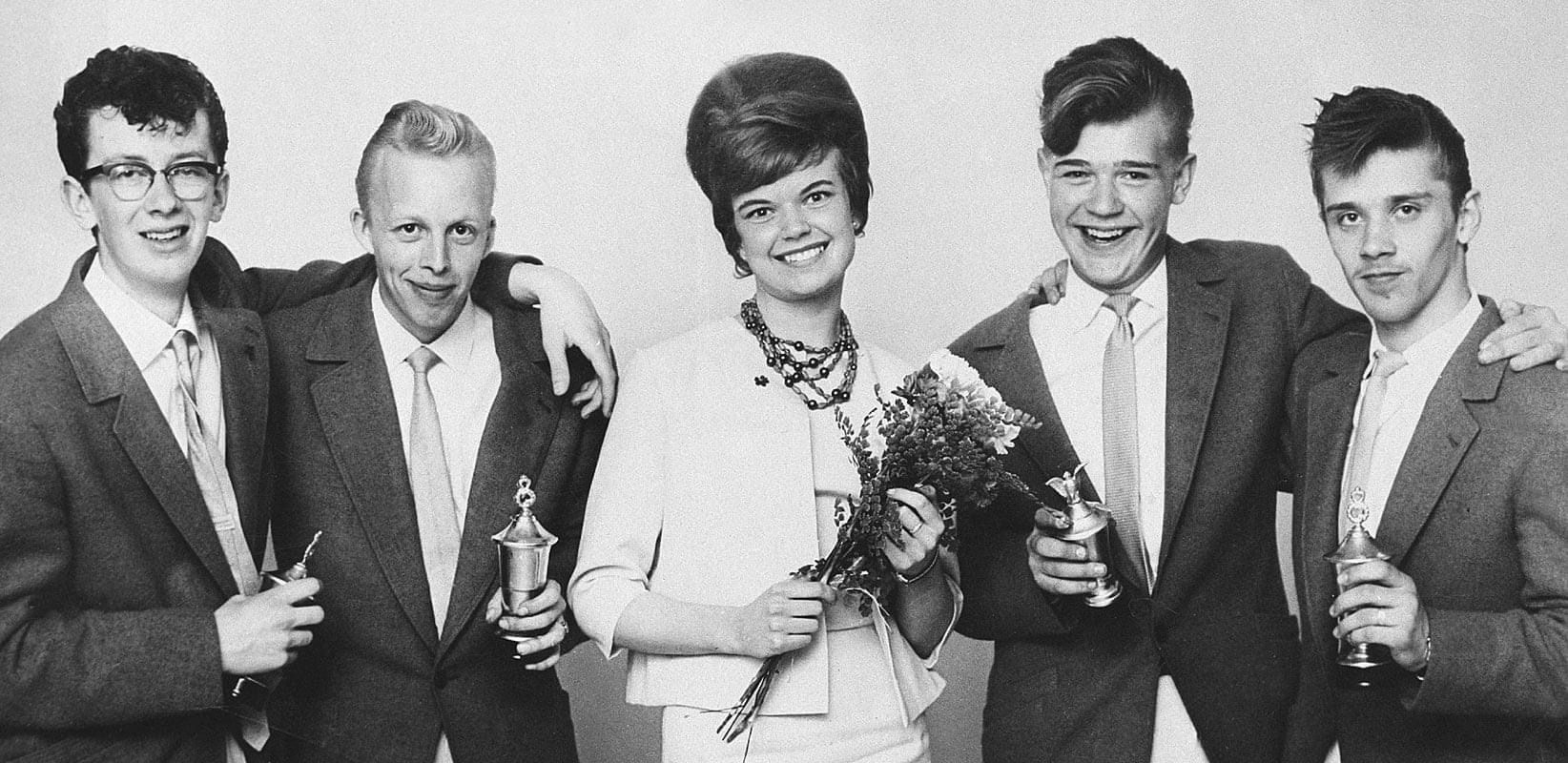
The Settlers (Leffa Eriksson, Rune Ulfhielm, Kerstin Rohdén, Roffa Asplund och PA Sundbaum) efter vinsten i Öviks talangtävling 1962.

Första spelningen ägde rum hösten 1961 på Nya Ungdomsgården i Folksamhuset i Umeå. Den 30 april 1962 vann bandet en "talangparad" i Örnsköldsvik och kunde då kalla sig Norrlandsmästare. Våren 1964 vann de distriktsfinalen i Sveriges Radios Twistbandstävling, men slogs ut i semifinal av popbandet Blue Bells från Sundsvall.

### I media
Sveriges Radio bjöd redan i februari 1962 in bandet till programmet Radiogänget. Zettlers kompade då sångaren P-A Sundbaum, som därefter kom med i bandet, och kort därefter anslöt även sångerskan Kerstin Rhodén (senare Trigell). I augusti 1964 var det dags för TV-programmet Pop – kors och tvärs i sommar-Sverige, där de spelade Beatleslåten Boys i playback. I januari 1965 presenterades det nu rätt långhåriga bandet i Bildjournalen. I december 1965 fick de en egen stund i radion i Poppig halvtimme med Zettlers, där de hann spela tio låtar, varav flera av Hollies.

### Stil och influenser
Jan Hofverberg, författare till boken Rock i Umeå 1958–1983 beskriver Zettlers musik som "studsig och snärtig pop och rock", med influenser av bland andra Shadows, Beatles och Mindbenders. Bandet gjorde ofta egna arrangemang, av låtar som Midnight (Shadows), Be-Bop-A-Lula (Gene Vincent), Twist and Shout (Brian Poole), Tired of Waiting (Kinks) och My Generation (The Who).

### Början till slutet
Från april 1965 till januari 1966 var bandet helt professionella och kunde leva på sin musik. Sedan var det dags för Roffa, Peter och P-A att göra lumpen, och efter det gick medlemmarna åt skilda håll. Flera av dem fortsatte med musiken: P-A Sundbaum har arbetat som musiklärare både vid Umeå universitet och på Bräntbergsskolan i Umeå, och spelat i dansbandet Eskil Columbus tillsammans med Roffa Asplund – som från april 1967 till augusti 1969 var ende originalmedlem i Nya Zettlers, som 1969 fick äran att vara förband när Fleetwood Mac besökte Umeå.

## Discografi (singlar)
- 1964 – När jag står vid en bar (Parsons, Becker, Stahl) / Lördagsafton (Andersson)
- 1964 – Can't live without her (Eriksson, Asplund) / Baby don't leave me (Eriksson)
- 1965 – Skinnie Minnie (Haley) / Beautiful Delilah (Chuck Berry)
- 1983 – Skinnie Minnie / Beautiful Delilah (återutgivning)

## Mer läsning
- Hofverberg, Jan (1985). Rock i Umeå 1958–1983. Umeå: Förf. Libris 7666810. ISBN 91-7810-274-X